# Il Codice
Il Codice è un romanzo di Douglas Preston.

## Trama
La storia comincia con un criptico messaggio che l'eccentrico miliardario e cacciatore di tesori, Mawell Broadbent, ha lasciato ai propri figli tramite una videocassetta. Se vogliono diventare gli eredi di tutte le ricchezze trovate dal padre in decenni di ricerche e profanazioni, devono scoprire dove si è nascosto con tutti i suoi tesori. In principio i figli pensano ad uno scherzo ideato dal padre, ma poi intuiscono la verità e capiscono che è da qualche parte in Centro America, parte così una spietata caccia al tesoro tra Philip, Vernon e Tom che, essendo molto diversi tra loro cercheranno ognuno col proprio metodo di ritrovare il padre e il conseguente prezioso bottino.
La fonte della trama sembra essere la vicenda connessa con il Tesoro di Fenn, in cui un ricco gallerista americano realmente nascose un cofanetto di preziosi per scatenare pubblicamente attraverso un'opera letteraria una caccia al tesoro .

## Personaggi principali
Maxwell Broadbent: miliardario, cacciatore di tesori e profanatore di tombe 

Philip, Vernon, Tom Broadbent: eredi di Maxwell Broadbent

Sally: farmacologa, compagna di Tom in quest' avventura

## Edizioni
- Douglas Preston, Il Codice, Sonzogno, 2004,  p. 411, ISBN 88-454-1134-6.